# 최윤영 (2003년 미스코리아 진)
최윤영(1983년 12월 21일~)은 2003년 미스코리아 진(眞)이다. 2004년 대한민국 대표로 미스 유니버스에 출전하였으나 결선 진출에는 실패하였다.

## 프로필
- 출생 : 1983년 12월 21일
- 신체 : 172cm, 52kg, 90-60-90
- 학력 : 브리티시컬럼비아 대학교 심리학과
- 수상 : 2003년 미스코리아 진(眞)
- 경력 : 2004년 미스 유니버스 참가, 2010년 피부사랑나눔회 홍보대사, 2010년 서울 SK 나이츠 홍보대사
- 취미 : 퀼트, 십자수
- 특기 : 태권무